# DynCorp
DynCorp es una empresa privada militar de EE.UU. que tiene su sede en Falls Church, Virginia.
Es una de las mayores empresas privadas militares en el mundo: emplea a 26 000 personas y tiene una facturación de 2,3 mil millones de dólares estadounidenses en 2002, el 98% con el gobierno de los Estados Unidos.